# Dubai Champions Cup
La Dubai Champions Cup (originariamente chiamata Dubai Super Cup) è stata una competizione calcistica che consisteva in una partita amichevole tra le squadre vincitrici del massimo campionato scozzese e del campionato inglese di calcio. La competizione si è svolta per tre edizione consecutive dal 1986/87 al 1988/89, negli Emirati Arabi Uniti.
La prima partita ebbe luogo il 9 Dicembre 1986, allo stadio Al Wasl, tra i campioni d'Inghilterra del Liverpool e i campioni di Scozia del Celtic. l'incontro terminò con il risultato di 1-1, e il Liverpool vinse ai calci di rigore per 4-2.
L'anno successivo, sempre il 9 Dicembre, furono i campioni d'Inghilterra dell'Everton e i campioni di Scozia dei Rangers a contendersi la vittoria del trofeo. La partita terminò 2-2 al termine dei tempi regolamentari. La sfida proseguì ai calci di rigore e furono i Rangers a vincere per 8-7.
L'ultima partita si giocò il 4 Aprile 1989 allo stadio Al-Nasar. La competizione fu rinominata Dubai Champions Cup e a fronteggiarsi furono le due squadre della prima edizione: Il Celtic e il Liverpool. Anche in questa occasione, l'incontro termina 1-1. Ma, questa volta furono gli scozzesi a vincere per 4-2 alla lotteria dei rigori. Da allora, la coppa è rimasta nella sala dei trofei del Celtic.

## Albo d'oro finali
| Edizione | Campione d'Inghilterra | Risultato       | Campione di Scozia |
| -------- | ---------------------- | --------------- | ------------------ |
| 1986/87  | Liverpool              | 1 – 1 (4-2 dcr) | Celtic             |
| 1987/88  | Everton                | 2 – 2 (7-8 dcr) | Rangers            |
| 1988/89  | Liverpool              | 1 – 1 (2-4 dcr) | Celtic             |